# Azaila
Azaila é um município da Espanha na província de Teruel, comunidade autónoma de Aragão. Tem 81,4 km² de área e em 2021 tinha 100 habitantes (densidade: 1,2 hab./km²).
Perto desta vila encontra-se o importante sítio arqueológico de Cabezo de Alcalá.

## Demografia
| Variação demográfica do município entre 1991 e 2004 | Variação demográfica do município entre 1991 e 2004 | Variação demográfica do município entre 1991 e 2004 | Variação demográfica do município entre 1991 e 2004 |
| --------------------------------------------------- | --------------------------------------------------- | --------------------------------------------------- | --------------------------------------------------- |
| 1991                                                | 1996                                                | 2001                                                | 2004                                                |
| 243                                                 | 192                                                 | 171                                                 | 169                                                 |